# Frankenberg/Sachsen
Frankenberg/Sachsen (ufficialmente Frankenberg/Sa.) è una città di 13 750 abitanti della Sassonia, in Germania.

Appartiene al circondario (Landkreis) della Sassonia centrale (targa FG).

## Geografia antropica

### Suddivisioni amministrative
Frankenberg comprende, oltre all'area urbana, 5 frazioni (Ortsteil):
- Altenhain
- Dittersbach
- Langenstriegis
- Mühlbach/Hausdorf
- Sachsenb./Irbersd.

## Amministrazione

### Gemellaggi
Frankenberg è gemellata con:
- Frankenberg (Eder), dal 1990
- Sachsenburg, dal 1993
- Mühlbach im Altmühltal, una frazione di Dietfurt an der Altmühl